# Samkhyakarika
El Samkhyakarika ( sánscrito : सांख्यकारिका , Sāmkhyakārikā ) es el texto sobreviviente más antiguo de la escuela Samkhya de filosofía india.
Se desconoce la fecha de composición original del texto, pero su fecha de terminus ad quem (completado antes) se ha establecido a través de su traducción al chino que estuvo disponible en 569 CE.  Se atribuye a Ishvara Krishna (Iśvarakṛṣṇa , 350 EC)
En el texto, el autor se describe a sí mismo como sucesor de los discípulos del gran sabio Kapila, pasando por Āsuri y Pañcaśikha. Su Sāmkhya Kārikā consta de 72 ślokas escritos en la métrica Ārya, y el último verso afirma que el Samkhya Karika original tenía solo 70 versos.
El comentario importante más antiguo sobre su Kārikā fue escrito por Gaudapada.  Yuktidipika, cuyas ediciones manuscritas de la era medieval fueron descubiertas y publicadas a mediados del siglo XX, se encuentra entre las revisiones y comentarios existentes más importantes sobre Samkhyakarika.
El Samkhyakarika se tradujo al chino en el siglo VI EC. En 1832, Christian Lassen tradujo el texto al latín. HT Colebrooke primero tradujo este texto al inglés. Windischmann y Lorinser lo tradujeron al alemán y Pautier y St. Hilaire lo tradujeron al francés.